# Шекасте насталик
Шекасте́ настали́к (перс. شکسته‌ نستعلیق‎ Šekaste nasta’liq или Šekasta nasta’liq — «ломанный/разбитый насталик») — один из традиционных видов арабской каллиграфии. От обычного насталика отличается тем, что имеет более «раскидистые» и более длинные линии букв.
Шекасте (перс. شکسته‎ Šekast(e), дословно «сломанный») — характерная черта любой прагматичной каллиграфической традиции. С распространением документов и рукописных книг писцы уже не могли справиться с потоком работы, имея в своём арсенале лишь калям. Написание пером текста «архаичным» способом, будь то славянский устав или персидский насталик, с сохранением всех пропорций в начертании букв и межбуквенных отношений, процесс достаточно трудоёмкий и медленный. На практике гармоничные соотношения в геометрии букв, способы проведения штрихов, структура строки и другое часто приносилось в жертву — «ломалось» — ради повышения скорости письма. Появлялась вариативность в написании одних и тех же букв, «скоростные» приёмы работы пером, новые способы связного написания букв и прочее. Подобная «эволюционная деградация» письма, однако, немало обогатила письменность в художественном плане: тексты этого периода и стиля отличаются невероятной живостью, динамикой, разнообразием форм, напоминающих порой природные черты — буйную растительность, рябь на воде или узоры перистых облаков.